# Eulomalus kentiae
Eulomalus kentiae är en skalbaggsart som först beskrevs av Lea 1925.  Eulomalus kentiae ingår i släktet Eulomalus och familjen stumpbaggar. Inga underarter finns listade i Catalogue of Life.